# Round Top
Round Top ist eine Stadt im Fayette County im Bundesstaat Texas der Vereinigten Staaten. Das U.S. Census Bureau hat bei der Volkszählung 2020 eine Einwohnerzahl von 87 ermittelt.

## Geografie
Die Stadt liegt im mittleren Südosten von Texas, etwa 100 Kilometer westlich von Houston, 30 Kilometer nordöstlich von La Grange und hat eine Gesamtfläche von 2,5 km².

## Geschichte
Vor 1500 bis 1859 lebten in der Gegend Indianerstämme der Tonkawa und der Karankawa. Zwischen 1820 und 1840 kamen die ersten englischen Siedler aus anderen Gebieten der USA hier her. Durch die Unabhängigkeit Mexikos 1821 wurde Texas durch Spanien Mexiko zugeschrieben. 1823 erhielt Stephen F. Austin den Zuschlag durch die mexikanische Regierung für die Besiedlung eines Gebietes bis zum Brazos River. Weitere 92 Siedlungszuschläge wurden von 1824 bis 1828 erteilt. Im Jahr 1826 siedelte sich hier Stephen Townsend mit seiner Familie an. Sie gehörten der Presbyterianischen Kirche an und gründeten später eine Freimaurerloge. Die erste Schule wurde 1830 durch eine Familie Ledbetter eröffnet. Zu diesem Zeitpunkt nannte man den Ort Townsend Settlement. 1831 ließ sich John Rice Jones Jr. nieder. Er eröffnete das erste Post Settlement und wird 1835 der erste Postmaster General (Postminister) der provisorischen texanischen Regierung. An der Schlacht von San Jacinto nahmen viele ansässige Siedler teil. Die meisten Mitglieder einer Familie entsandten die Townsends. Die Schlacht führte letztendlich zur Unabhängigkeit Texas’ von Mexiko 1836.
Im Jahr 1840 wurde ein Haus mit einem achteckigen Turm gebaut. Dieses wurde ab 1847 durch die United States Post genutzt. Auf die Form dieses Turmes wird der heutige Name des Ortes zurückgeführt.
Zu dieser Zeit (bis etwa 1860) ließen sich die ersten deutschen Siedler nieder. Ihre Traditionen prägten/prägen das heutige Bild des Ortes – so die nach Adolph von Nassau-Weilburg benannte Plantage Nassau, gegründet 1843 von deutschen Adeligen, von denen die Anlage in das Eigentum des Mainzer Adelsvereins gelangte.
Durch den verstärkten Einsatz von Sklaven erhöhte sich das Wirtschaftswachstum erheblich. Round Top hatte 1850 ca. 150 Einwohner. Es gab zwei Läden, zwei Schmieden, zwei Tavernen und das Postamt. 1851 folgten weitere tschechische Siedler und der Führung von Jozef Silar. Die Zahl der Sklaven erhöhte sich 1860 bis auf 3700, 1870 gar auf 5900. Anfang 1900 machte die schwarze Bevölkerung ein Drittel von Fayette County aus.
Die erste lutherische Gemeinde wurde 1866 durch Reverend Adam Neuthard gegründet. Die 1867 massiv aus Stein erbaute Kirche steht noch heute. Die Orgel wurde von Traugott Wantke aus Zedernholz gebaut.
Im Jahr 1871 gründete Charles Henry Schiege Jr. (1858–1935) die Schiege Cigar Factory und begann 1881 mit der Produktion in Round Top. Seine Eltern waren 1861 aus Deutschland (Neisse, Schlesien) nach Texas eingewandert. Er errichtete die Fabrik, samt Unterkünften für die Angestellten, direkt neben dem elterlichen Wohnhaus. Die Zigarren wurden von Hand gedreht. Bis 1932 wurde unter anderen die, auch bei Präsidenten geschätzte, Zigarre Texas Star produziert. Von 1903 bis 1908 war Schiege Jr. City Marshal und Mayor von Round Top. Die ehemalige Fabrik wird heute als Hotel Round Top Inn weitergeführt. Der Gebäudekomplex wurde in die Liste der Historical Points of Texas aufgenommen.

### Henkel Square
Henkel Square ist sowohl eine Straße als auch ein Freilichtmuseum in Round Top. Viele historische Gebäude aus dem Umkreis der Stadt wurden abgebaut und hier wieder errichtet.

## Demografische Daten
Nach der Volkszählung im Jahr 2000 lebten hier 77 Menschen in 43 Haushalten und 22 Familien. Die Bevölkerungsdichte betrug 31,0 Einwohner pro km². Ethnisch betrachtet setzte sich die Bevölkerung zusammen aus 98,70 % weißer Bevölkerung, 1,30 % aus anderen Rassen. Zum 1. Januar 2014 ist die Bevölkerungszahl wieder auf 90 Personen gestiegen.
Von den 43 Haushalten hatten 9,3 % Kinder unter 18 Jahre, die im Haushalt lebten. 46,5 % davon waren verheiratete, zusammenlebende Paare. 4,7 % waren allein erziehende Mütter und 48,8 % waren keine Familien. 44,2 % aller Haushalte waren Singlehaushalte und in 37,2 % lebten Menschen, die 65 Jahre oder älter waren. Die Durchschnittshaushaltsgröße betrug 1,79 und die durchschnittliche Größe einer Familie belief sich auf 2,41 Personen.
10,4 % der Bevölkerung waren unter 18 Jahre alt, 11,7 % von 25 bis 44, 37,7 % von 45 bis 64, und 40,3 %, die 65 Jahre oder älter waren. Das Durchschnittsalter war 58 Jahre. Auf 100 weibliche Personen aller Altersgruppen kamen 57,1 männliche Personen. Auf 100 Frauen im Alter von 18 Jahren und darüber kamen 68,3 Männer.
Das jährliche Durchschnittseinkommen eines Haushalts betrug 43.125 US-Dollar (USD), das Durchschnittseinkommen einer Familie 50.625 USD. Männer hatten ein Durchschnittseinkommen von 42.500 USD gegenüber den Frauen mit 41.875 USD. Das Prokopfeinkommen betrug 25.488 USD. 4,8 % der Bevölkerung lebten unterhalb der Armutsgrenze, davon waren 6,1 % 65 oder älter.